# Crunchyroll Anime Awards 2023
Die siebten Crunchyroll Anime Awards (kurz The Anime Awards) wurden am 4. März 2023 im Grand Prince Hotel New Takanawa in der japanischen Hauptstadt Tokio und somit erstmals außerhalb der Vereinigten Staaten verliehen.
Die Moderation übernahmen Sally Amaki und Jon Kabira. Bei der Veranstaltung wurden die besten Animeserien und -filme sowie die besten Leistungen im Bereich Synchronisation und Produktion von Anime des vergangenen Jahres gewürdigt.
Die meisten Nominierungen erhielt die Comedyserie Spy × Family (19), gefolgt von Ranking of Kings (17) und Cyberpunk: Edgerunners (13). Demon Slayer, Spy × Family und Attack on Titan konnten je sechs Kategorien gewinnen und erhielten die meisten Auszeichnungen bei der Veranstaltung, gefolgt vom Anime-Film Jujutsu Kaisen 0, der vier Preise gewinnen konnte. Als Anime des Jahres wurde Cyberpunk: Edgerunners ausgezeichnet.

## Hintergrund
Die Crunchyroll Anime Awards wurden erstmals 2017 vergeben, wobei die Gewinner in einem reinen Onlinevoting bestimmt und lediglich online bekannt gegeben wurden. Im Laufe der Jahre hat sich der Vergabeprozess des Preise geändert: So fließen inzwischen auch die Meinungen einer zuvor ausgewählten Fachjury in die Bestimmung der Gewinner in jeder Kategorie ein.
Bei der Erstverleihung des Preises waren nur Serien teilnahmeberechtigt, die auf Crunchyroll gezeigt wurden. Dies wurde mit der zweiten Preisverleihung geändert, sodass auch Serien die auf anderen Plattformen gezeigt werden, für eine Nominierung infrage kommen. Die Kategorien, in denen ein Preis vergeben wird, wechselten bereits mehrfach. Diese werden von der Fachjury evaluiert. Vergangene Kategorien, die keine Neuvergabe erhalten, erhielten zum Beispiel zum Beispiel wenig Zuspruch bei den Abstimmungen oder waren nicht konkret genug formuliert.

## Ablauf
Die Kategorien werden vorab von einer ausgewählten Fachjury ermittelt und zu einem späteren Zeitpunkt bekannt gegeben. Die nominierten Titel werden von dieser Jury in einer zweiten Phase zunächst auf zwölf Titel eingegrenzt und nach einer erneuten Sichtung schließlich bestimmt.
Um für eine Nominierung berechtigt zu sein, muss ein Titel mehrere Kriterien erfüllen. Diese lauten: Es muss sich um eine Animationsserie handeln,
- deren Produktion überwiegend in Japan erfolgte,
- die im japanischen Fernsehen, im Videostream oder im Simulcast gezeigt wurde,
- und mindestens eine Episode auf legaler Ebene in den Vereinigten Staaten gesendet wurde.

Für die Verleihung 2023 wurden am 8. Dezember 2022 die Kategorien bekanntgegeben und die Abstimmungsphase für den Zeitraum zwischen dem 19. und 25. Januar 2023 festgelegt. Die nominierten Künstler werden kurz vor der Abstimmungsphase vorgestellt. Die Zeremonie findet am 4. März gleichen Jahres erstmals außerhalb der Vereinigten Staaten statt.
Serien, die im Herbst 2022 gezeigt wurden, sind für die Preisverleihung nicht zugelassen, sondern werden für die Verleihung im Jahr 2024 nominierungsberechtigt. Animeserien, die zwei Teile aufgeteilt wurden, und im Herbst 2021 ausgestrahlt wurden, können hingegen nominiert werden.
Bei der Planung und Organisation wird Crunchyroll von Sonic Music Solutions unterstützt. Die Vorabstimmung zur Ermittlung der späteren Nominierungen und das Publikumsvoting wird von Telescope Inc. organisiert.

## Die Jury
Die Jury für die Preisverleihung 2023 umfasst insgesamt 56 Personen aus aller Welt, die zum größten Teil mit der Anime-Industrie verbunden sind, darunter Journalisten, Kritiker und Comicautoren.
Die Jury umfasst dabei unter anderem folgende Mitglieder:
- Helder Archer (Gründer von AnimePT)
- Matheus Bianezzi (Autor bei IGN Brazil)
- Capitán Urías (Content-Creator bei Manga Barcelona und Gründer Espai Daruma)
- Isaiah Colbert (Autor bei Kotaku, GameSpot und Sugar Gamers)
- Anne Delseit (Redakteurin bei AnimaniA)
- Clémence Duneau (Journalistin im Bereich Webkultur, Videospiele und Manga bei Vice France, ehemalige Mitarbeiterin bei Le Monde)
- Toussaint Egan (Redakteur bei Polygon)
- Ryota Fujitsu (Anime-Kritiker)
- Lynzee Loveridge (Executive Editor bei Anime News Network)
- Moo (Sängerin, Synchronsprecherin, Cosplayerin, Content Creator)
- RocketsSnorlax (Teammitglied des Datenbank-Projekts AniSearch)
- Tadashi Sudo (Journalist und Gründer von Anime! Anime!)
- Viet (Moderator bei Rocket Beans TV)
- Jan Felix Wuttig (Redakteur bei Moviepilot.de)

## Kategorien
Für die Verleihung 2023 wurden insgesamt 31 Kategorien angekündigt, die in Haupt- bzw. Fan-Kategorien aufgeteilt werden. Die Gewinner der Fankategorien werden in einem Livestream-Event, welche vor der Verleihung der Preise für die Hauptkategorien stattfindet, bekannt gegeben.
Kategorien, die 2023 neu hinzukommen bzw. nicht mehr vergeben werden, sind:
| neue Kategorien - Bester Animesong - Beste Fortsetzung - Bester Original-Anime - Presenter’s Choice - Special Achievement Award - Muss um jeden Preis beschützt werden (Charakter) - Bester Protagonist - Beste neue Serie - Bester Support - Beste Synchronisation (italienisch) - Beste Synchronisation (Arabisch) | 2023 nicht vergebene Kategorien - Bester männlicher Charakter - Bester weiblicher Charakter - Bester Antagonist - Beste Kampfszene - Beste Synchronisation (Russisch) |

Die Laudatoren wurden am 17. Februar 2023 vorgestellt. Darunter befinden sich unter anderem die Footballspieler Aidan Hutchinson und JuJu Smith-Schuster, Schauspieler und Musiker Finn Wolfhard, Schauspielerin Hunter Schafer, Filmregisseur Robert Rodriguez, Profi-Wrestlerin Zelina Vega, sowie die beiden Webvideoproduzenten Sykkuno und Valkyrae.

### Hauptkategorien
Am 19. Januar 2023 wurden die Nominierungen für die meisten Kategorien bekannt gegeben und die Abstimmungsphase gestartet. Folgende Titel waren bei der Preisverleihung erfolgreich.
| Animeserie des Jahres: | Animefilm des Jahres: |
| --- | --- |
| - Gewinner - Cyberpunk: Edgerunners - Nominiert - Attack on Titan: The Final Season Part 2 - Cyberpunk: Edgerunners - Demon Slayer Entertainment District Arc - Lycoris Recoil - Ranking of Kings - Spy × Family | - Gewinner - Jujutsu Kaisen 0 - Nominiert - Bubble - Dragon Ball Super: Super Hero - Inu-Oh - Jujutsu Kaisen 0 - One Piece Film: Red - The Deer King |
| Beste Fortsetzung: | Bester Original-Anime: |
| - Gewinner - One Piece - Nominiert - Attack on Titan: The Final Season Part 2 - Demon Slayer Entertainment District Arc - JoJo’s Bizarre Adventure Stone Ocean - Kaguya-sama: Love is War - Made in Abyss: The Golden City of Scorching Sun - One Piece | - Gewinner - Lycoris Recoil - Nominiert - Birdie Wing: Golf Girls’ Story - Healer Girl - Lycoris Recoil - The Orbital Children - Vampire in the Garden - Yurei Deco |
| Beste Animation: | Bester Fantasy: |
| - Gewinner - Demon Slayer Entertainment District Arc - Nominiert - Akebi’s Sailor Uniform - Attack on Titan: Final Season Part 2 - Cyberpunk: Edgerunners - Demon Slayer Entertainment District Arc - Ranking of Kings - Spy × Family | - Gewinner - Demon Slayer Entertainment District Arc - Nominiert - Demon Slayer Entertainment District Arc - Made in Abyss: The Golden City of Scorching Sun - Mushoku Tensei Part 2 - Overlord - Ranking of Kings - The Case Study of Vanitas |
| Beste Romance: | Bester Comedy: |
| - Gewinner - Kaguya-sama: Love is War - Nominiert - Call of the Night - Kaguya-sama: Love is War - Komi can’t communicate - Love After World Domination - My Dress-Up Darling - Shikimori’s Not Just a Cutie | - Gewinner - Spy × Family - Nominiert - Kaguya-sama: Love is War - Kotaro Lives Alone - My Dress-Up Darling - Spy × Family - Uncle from Another World - Ya Boy Kongming! |
| Beste Regie: | Bester Charakterdesign: |
| - Gewinner - Haruo Sotozaki – Demon Slayer Entertainment District Arc - Nominiert - Haruo Sotozaki – Demon Slayer Entertainment District Arc - Hiroyuki Imaishi – Cyberpunk: Edgerunners - Kazuhiro Furuhashi – Spy × Family - Shingo Adachi – Lycoris Recoil - Yōsuke Hatta – Ranking of Kings - Yuichiro Hayashi – Attack on Titan: Final Season Part 2                                                                | - Gewinner - Akira Matsushima – Demon Slayer Entertainment District Arc - Nominiert - Yoh Yoshinari – Cyberpunk: Edgerunners - Akira Matsushima – Demon Slayer Entertainment District Arc - Masanori Shino – JoJo’s Bizarre Adventure: Stone Ocean - Kazumasa Ishida – My Dress-Up Darling - Atsuko Nozaki – Ranking of Kings - Kazuaki Shimada – Spy × Family                                           |
| Bester Soundtrack: | Bester Animesong: |
| - Gewinner - Hiroyuki Sawano & Kohta Yamamoto – Attack on Titan: Final Season Part 2 - Nominiert - Hiroyuki Sawano & Kohta Yamamoto – Attack on Titan: Final Season Part 2 - Akira Yamaoka – Cyberpunk: Edgerunners - Go Shiina & Yuki Kajiura – Demon Slayer Entertainment District Arc - Kevin Penkin – Made in Abyss: The Golden City of Scorching Sun - (K)now Name – Spy × Family - Genki Hikota – Ya Boy Kongming! | - Gewinner - SiM – The Rumbling (Attack on Titan: Final Season Part 2) - Nominiert - QUEENDOM – Chickichiki Banban (Ya Boy Kongming!) - Gen Hoshino – Comedy (Spy × Family) - Makoto Furukawa & Konomi Kohara – My Nonfiction (Kaguya-sama: Love is War) - Uta – New Genesis (One Piece Film: Red) - Reona – Shall We Dance? (Shadows House) - SiM – The Rumbling (Attack on Titan: Final Season Part 2) |

### Fankategorien
| Bester Hauptcharakter: | Bester Supportcharakter: |
| --- | --- |
| - Gewinner - Eren Jaeger (Attack on Titan: Final Season Part 2) - Nominiert - Bojji (Ranking of Kings) - Chisato Nishikigi (Lycoris Recoil) - David Martinez (Cyberpunk: Edgerunners) - Eren Jaeger (Attack on Titan: Final Season Part 2) - Loid Forger (Spy × Family) - Marin Kitagawa (My Dress-Up Darling) | - Gewinner - Anya Forger (Spy × Family) - Nominiert - Ai Hayasaka (Kaguya-sama: Love is War) - Anya Forger (Spy × Family) - Kage (Ranking of Kings) - Rebecca (Cyberpunk: Edgerunners) - Tengen Uzui (Demon Slayer Entertainment District Arc) - Yor Forger (Spy × Family) |
| „Muss um jeden Preis beschützt werden“ (Charakter): | Beste neue Serie: |
| - Gewinner - Anya Forger (Spy × Family) - Nominiert - Anya Forger (Spy × Family) - Bojji (Ranking of Kings) - Kage (Ranking of Kings) - Komi Shōko (Komi Can’t Communicate) - Kotaro Satō (Kotaro Lives Alone) - Marin Kitagawa (My Dress-Up Darling) | - Gewinner - Spy × Family - Nominiert - Call of the Night - Cyberpunk: Edgerunners - Lycoris Recoil - My Dress-Up Darling - Spy × Family - Ya Boy Kongming! |
| Bester Vorspann: | Bester Abspann: |
| - Gewinner - SiM – The Rumbling (Attack on Titan: Final Season Part 2) - Nominiert - QUEENDOM – Chikichiki Banban (Ya Boy Kongming!) - Official Hige Dandism – Mixed Nuts (Spy × Family) - Vaundy – Hadaka no Yūsha (Ranking of Kings) - SiM – The Rumbling (Attack on Titan: Final Season Part 2) - Franz Ferdinand – This Fffire (Cyberpunk: Edgerunners) - Aimer – Zankyō Sanka (Demon Slayer Entertainment District Arc) | - Gewinner - Gen Hoshino – Comedy (Spy × Family) - Nominiert - Ai Higuchi – Akuma no Ko (Attack on Titan: Final Season Part 2) - Gen Hoshino – Comedy (Spy × Family) - Airi Suzuki – Heart wa Oteage (Kaguya-sama: Love is War) - Akari Akase – Koi no Yukue (My Dress-Up Darling) - FantasticYouth – Koshaberi Biyori (Komi Can’t Communicate) - Creepy Nuts – Yofukashi no Uta (Call of the Night) |
| Beste Action: | Bester Drama: |
| - Gewinner - Demon Slayer Entertainment District Arc - Nominiert - Attack on Titan: Final Season Part 2 - Cyberpunk: Edgerunners - Demon Slayer Entertainment District Arc - JoJo’s Bizarre Adventure: Stone Ocean - Lycoris Recoil - Spy × Family | - Gewinner - Attack on Titan: Final Season Part 2 - Nominiert - 86 - Attack on Titan: Final Season Part 2 - Cyberpunk: Edgerunners - Dance Dance Danseur - Kotaro Lives Alone - Made in Abyss: The Gold City of Scorching Sun |

#### Beste Synchronisation
| Japanisch: | Deutsch: |
| --- | --- |
| - Gewinner - Yūki Kaji als Eren Yaeger - Nominiert - Atsumi Tanezaki als Anya Forger - Chika Anzai als Chisato Nishikigi - Fairouz Ai als Joline Cujoh - Misaki Kuno als Faputa/Irumyuui - Natsuki Hanae als Tanjiro Kamado                                                        | - Gewinner - Nicolás Artajo als Yūta Okkotsu - Nominiert - Gabrielle Pietermann als Marin Kitagawa - Jannik Endemann als Ritsuka Uenoyama - Lara Trautmann als Belle - Nicolás Artajo als Yūta Okkotsu - Torsten Michaelis als Askeladd - Uwe Thomsen als Jotaro Kujo |
| Englisch: | Französisch: |
| - Gewinner - Zach Aguilar als David - Nominiert - Amanda Lee als Marin Kitagawa - Cherami Leigh als Kotaro Sato - Natalie Van Sistine als Yor Forger - SungWon Cho als Kage - Zach Aguilar als David - Zeno Robinson als Gamma 2                                                   | - Gewinner - Brigitte Lecordier als Bojji - Nominiert - Alexis Tomassian als Kage - Brigitte Lecordier als Bojji - Dorothée Pousséo als Lucy - Geneviève Doang als Vladilena Milizé - Laure Filiu als Jolyne Cujoh - Martin Faliu als Miyuki Shirogane                |
| Spanisch: | Portugiesisch: |
| - Gewinner - Alejandro Orozco als Gyutaro - Nominiert - Alejandro Orozco als Gyutaro - Diana Castañeda als Chisato Nishikigi - Elizabeth Infante als Chika Fujiwara - Erika Langarica als Marin Kitagawa - Miguel de León als Loid Forger - Víctor Hugo Aguilar als Ainz Ooal Gown | - Gewinner - Nina Carvalho als Anya Forger - Nominiert - Antônio Moreno als Heihachi Mishima - Charles Emmanuel als Kazuya - Mariana Dondi als Nagatoro Hayase - Nina Carvalho als Anya Forger - Pedro Alcântara als Yūta Okkotsu - Yan Gesteira als Ashita Aoi       |
| Kastellanisch: | Italienisch: |
| - Gewinner - Jaime Pérez de Sevilla als Yūta Okkotsu - Nominiert - Jaime Pérez de Sevilla als Yūta Okkotsu - Lourdes Fabrés als Jolyne Cujoh - Alejandro Albaiceta als Gohan - Marc Gómez als Daida - Masumi Mutsuda als Yatora Yaguchi - Mónica Padrós als Hiling                 | - Gewinner - Elisa Giorgio als Maki Zen'in - Nominiert - Andrea La Greca als Rengoku - Andrea Oldani als Daida - Deborah Morese als Marin Kitagawa - Elisa Giorgio als Maki Zen'in - Giulia Maniglio als Riku - Simone Lupinacci als Shoyo Hinata                     |
| Arabisch: | |
| - Gewinner - Amal Hawija als Gon - Nominiert - Adel Abo Hassoon als Kage - Amal Hawija als Gon - Amal Saadalden als Conan Edogawa - Mohja AlSheak, als Izuku Midoriya - Naji Makhoul als Ichigo Kurosaki - Ula Zidan als Marin Kitagawa                                            | |